# SN 2006cg
SN 2006cg – supernowa typu Ia odkryta 6 maja 2006 roku w galaktyce A130502+2844. W momencie odkrycia miała maksymalną jasność 16,60m.